# Protestas kurdas en Irak de 2011
Las protestas kurdas en Irak de 2011 fueron una serie de manifestaciones y disturbios contra el Gobierno Regional de Kurdistán en el Kurdistán iraquí. La región autónoma experimentó protestas que coincidieron con las protestas iraquíes de 2011 y la Primavera Árabe en general. Las protestas kurdas iraquíes también estuvieron relacionadas con las protestas kurdas en Turquía de 2011 y las protestas iraníes de 2011-2012, así como con la fase de levantamiento civil de la Guerra Civil Siria .

## Antecedentes
Inspirados por la Primavera Árabe, el Movimiento por el Cambio, un importante partido de oposición, pidió la dimisión del Gabinete y la disolución del Gobierno Regional de Kurdistán . El movimiento fue criticado por los partidos gobernantes y de oposición por causar disturbios innecesarios. Qubad Talabani dijo que no había necesidad de que el gobierno se disolviera porque "a diferencia de Túnez y Egipto, hay un proceso político abierto con una oposición viable en Kurdistán". A pesar de estas críticas, el Movimiento por el Cambio continuó organizando manifestaciones.

## Eventos

### Suleimaniya
Las protestas estallaron en la región autónoma del Kurdistán iraquí, principalmente en la ciudad de Solimania, donde una multitud de 3000 manifestantes se reunieron contra la corrupción y la injusticia social. Las manifestaciones se tornaron violentas cuando un grupo de manifestantes intentó asaltar la sede del Partido Democrático del Kurdistán y arrojaron piedras al edificio. Los guardias de seguridad respondieron disparando a la multitud varias veces para dispersarlos, durante los cuales dos personas murieron y 47 resultaron heridas. El Movimiento por el Cambio asumió la responsabilidad de las manifestaciones, pero dijo que no tenía nada que ver con el asalto al edificio y condenó el ataque a la sede.
En las semanas siguientes la manifestación se expandió y alcanzó una altura de 7000 manifestantes. Se llevó a cabo una sentada y los manifestantes ocuparon la Plaza de la Libertad (Saray Azadi en kurdo) en Suleimaniya. Unos 400 manifestantes se reunieron en la plaza central de Suleimaniya, pero al menos 50 resultaron heridos cuando algunos manifestantes supuestamente comenzaron a atacar a la policía con palos y piedras, lo que provocó un motín. Los líderes religiosos y otros partidos de la oposición se unieron a los manifestantes. Las fuerzas de seguridad se enfrentaron con los manifestantes varias veces y ambos lados sufrieron bajas que resultaron en la muerte de diez personas.

### Represión
El 19 de abril, las fuerzas de seguridad irrumpieron en la plaza principal de Suleimaniya para imponer el orden y evitar nuevas manifestaciones. Las fuerzas de seguridad lograron sofocar las manifestaciones. Se desplegaron fuerzas de seguridad por toda la provincia, lo que propició una paz incómoda entre las autoridades y la población civil.

### Parlamento
La oposición pidió una moción de censura contra el gabinete del primer ministro Barham Salih. La moción fue rechazada con 67 votos contra 28. La oposición dijo que no esperaba que la moción fuera aprobada, pero que quería dar un gesto simbólico. Barham Salih respondió diciendo que el debate "ofreció la oportunidad de presentar logros, desafíos y agenda para ampliar las reformas. [Nosotros] Debemos escuchar las voces de la gente".

## Reacciones
- Massoud Barzani: Después de una semana de protestas, el presidente regional de Kurdistán, Massoud Barzani, respondió a los manifestantes diciendo que todos tienen derecho a protestar siempre que sea pacífico.[14]
- Jalal Talabani: El presidente iraquí, cuyo partido depende del apoyo de la ciudad de Suleimaniya, dijo en una entrevista que "las demandas de la multitud son inspiradoras y legítimas".[15]
- Amnistía Internacional: Amnistía Internacional pidió el fin de la represión diciendo: "Las autoridades iraquíes deben poner fin al uso de la intimidación y la violencia contra los iraquíes que piden pacíficamente reformas políticas y económicas".[16]
- Human Rights Watch: HRW criticó a las autoridades diciendo: "En un momento en el que Oriente Medio estalla en demandas para poner fin a la represión, las autoridades kurdas están tratando de reprimir e intimidar al periodismo crítico."[17]

## Impacto regional
Los manifestantes kurdos en el Kurdistán iraquí han expresado su solidaridad con sus hermanos en Siria y Turquía; además, la autonomía relativa de la región la ha ayudado a funcionar como una especie de santuario para los líderes y refugiados kurdos. Después de la independencia de Sudán del Sur en África Oriental, algunos kurdos iraquíes sugirieron que el ejemplo de los sudsudaneses que obtuvieron pacífica y democráticamente su independencia del Sudán dominado por los árabes debería ser un modelo para la población kurda en el Medio Oriente.